# Museu Histórico da Imigração Japonesa no Brasil
O Museu Histórico da Imigração Japonesa no Brasil fica no bairro da Liberdade, no centro da cidade de São Paulo, Brasil. Esse possui mais 97 mil peças históricas no acervo, incluindo fotos, filmes e videos, foi inaugurado no 18 junho de 1978 pela  Sociedade Brasileira de Cultura Japonesa para a celebração do 70º aniversário da imigração japonesa no Brasil. A cerimônia de abertura foi prestigiada pelo então príncipe-herdeiro Akihito do Japão e pelo presidente da República Ernesto Geisel. O cinquentenário do museu ocorreu no ano 2008 e foi comemorado também.

## Propósito
O museu além de mostrar as famílias japonesas e como elas chegaram no Brasil, retrata a história vivida pelos imigrantes, que vieram para o Brasil em 1895, mostrando as dificuldades, primeiras opiniões sobre o novo ambiente e como estabeleceram seu lugar no país.

### Sistema de Busca
O Museu possui um sistema que permite com que as pessoas de origem japonesa descubram uma série de informações sobre parentes imigrantes através de seu nome e sobrenome como, data de saída e chegada no Brasil, onde chegaram, sua província, este sistema se encontra no oitavo andar do edifício. Tendo a possibilidade ainda de serem feitas através de um sistema no próprio museu ou até mesmo online.

## Imigração japonesa para o Brasil

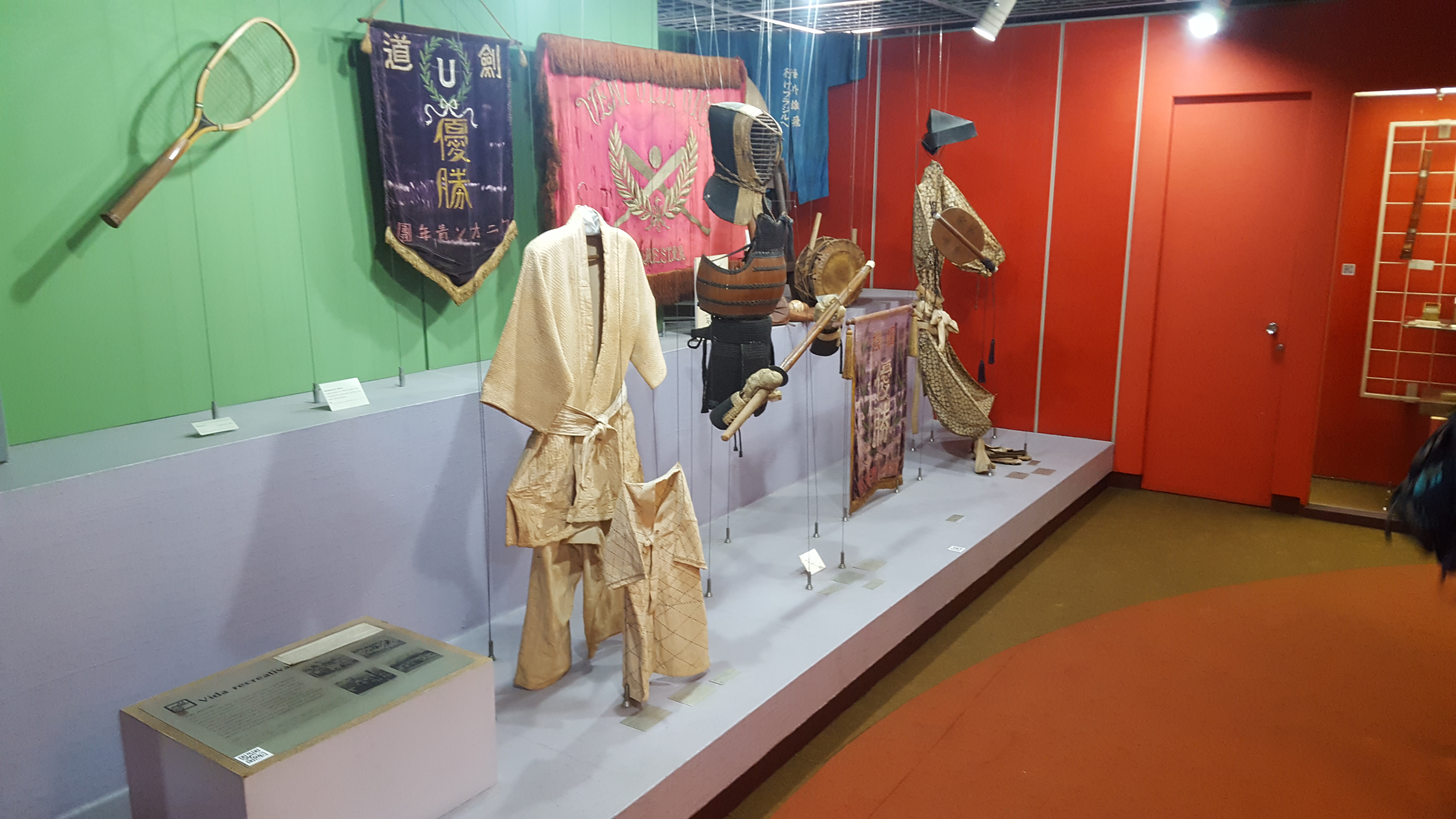
Artigos de Espotes no Museu Histórico da Imigração Japonesa.

O principal fator da Imigração Japonesa para o Brasil, que começou no século XX, foi para suprir uma demanda da falta de mão-de-obra estrangeira nas lavouras de café, o momento pelo qual o Japão passava era de crescimento populacional (superpopulação), por conta de não conseguir gerar emprego para toda população que lá havia, foi feito um acordo imigratório entre o governo dos dois países para favorecê-los. Kasuto-Maru (símbolo do início da comunidade japonesa no Brasil) foi o primeiro navio japonês a chegar no Brasil, esse saiu do porto de Kobe e parou na cidade de Santos (litoral brasileiro) com 65 famílias abordo.
Nos últimos 10 anos de imigração foram computados cerca de 15 mil estrangeiros no território brasileiro, número que aumentou após o início da Primeira Guerra Mundial. A preferência de região escolhidas peplos imigrantes era a cidade de São Paulo por conta de já haverem bairros e colônias de suas origens no local, mas ainda assim alguns se espalharam pelo país trabalhando naquilo de que se havia necessidade e se adequando com a nova cultura.[carece de fontes?] Os imigrantes tinham a intenção de enriquecer no Brasil e depois voltar para o Japão, porém não era fácil na época enriquecer em terras brasileiras.
Na segunda guerra mundial a imigração da população japonesa para o Brasil parou e só voltou a acontecer com o término da mesma. Isso ocorreu pelo fato do Japão e o Brasil estarem em lados opostos da guerra (Japão ficou contra os Estados Unidos da América), fazendo com que os imigrantes que já estavam aqui fossem perseguidos e o uso da língua japonesa ser proibido.

## Pós-Guerra: Os novos meios de vida
Esta parte fica dentro do 9º andar do museu, construído em 1997 conta com um acervo relativo aos 50 anos do pós-guerra. Os objetos e documentos contidos no museu são separados por três divisões:
1. O alvorecer das novas relações bilaterais;
2. Mudanças na comunidade nikkei;
3. O desenvolvimento de uma nova era.[10]

Dentro desses temas estão envolvidos todos os documentos sobre o reatamento das relações diplomáticas entre o Brasil e o Japão em 1952, até os dias atuais.

## Divisões

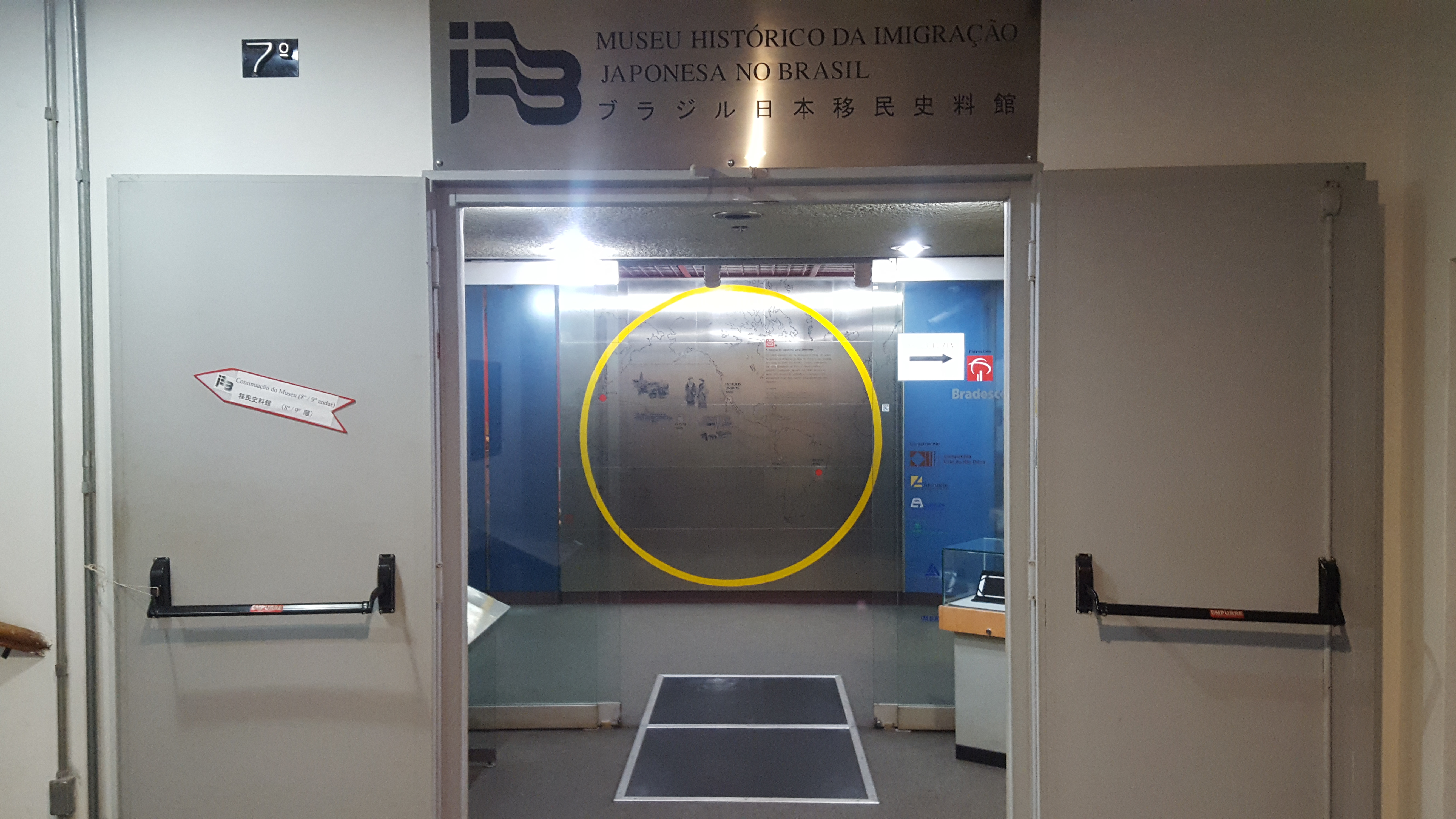
Entrada Museu Histórico da Imigração Japonesa.

O museu possui uma área expositiva de 1.592 m², é dividido em 3 andares da Sociedade Brasileira da Cultura japonesa, o sétimo, o oitavo e o nono, sendo que esse ficou pronto no ano de 2000. Sobre os andares do prédio, o 7º e o 8º andar foram construídos em 1978, local é constituído por um acervo de documentos e objetos que abrangem desde a assinatura do Tratado da Amizade entre Brasil e Japão em 1895 possui documentos ainda sobre a chegada dos primeiros imigrantes em 1908 e sobre os núcleos coloniais a partir de 1913. O 9º andar foi construído apenas nos anos 2000 lá pertence toda a parte dos 50 anos pós guerra, todas os registros sobre as mudanças da comunidade nikkei, a vinda das empresas japonesas, como os nipo-brasileiros que contribuíram para a agricultura brasileira, mas não apenas neste ramo, também atuaram nos comércios, industrias, jurídicas, militares, artísticas, acadêmicas, políticas, e de prestações de serviços.
No Terceiro andar existe ainda uma biblioteca que possui um enorme acervo com objetos que somados são mais de 5 mil, e 28 mil documentos escritos como diários, jornais livros e revistas e ainda 10 mil fotos relacionadas aos imigrantes japoneses, porém quem possui acesso a este local são pesquisadores, escritores e jornalistas. Resumidamente na primeira parte do museu apresenta ao público a relação diplomática entre o Japão e o Brasil, mostrando também a vida/trabalho dos imigrantes japoneses. A segunda parte mostra como o povo japonês contribuiu para a agricultura do Brasil, além de mostrar esse povo na Segunda Guerra Mundial. O terceiro andar e parte foca no Pós-Guerra.

## Edifício Bunkyo
O Museu Histórico da Imigração Japonesa fica localizado dentro do edifício Bunkyo e foi construído como parte de comemoração dos 50 anos da imigração japonesa no Brasil pelo príncipe Mikasa. O terreno possui um total de 17.000 m² e o prédio tem um total de 9 andares dentre eles a Secretaria do Bunkyo (localizada no térreo), o Museu de Arte Nipo-Brasileiro (1º andar), escritório e biblioteca do Museu da Imigração Japonesa (3º andar) e do 7º ao 9º andar fica a exposição do Museu Histórico da Imigração Japonesa, no prédio ainda tem uma biblioteca localizada no 3º andar que é voltada para pesquisadores, jornalistas e escritores.
O intuito da Sociedade Brasileira da Cultura Japonesa era fazer o registro de todos os momentos desde a chegada dos imigrantes japoneses ao Brasil, registros também sobre a adaptação dos imigrantes, até a adaptação também quanto a cultura local e seus adequamentos em relação a isso.
Taisho Shogakko era o dono do terreno aonde tinha uma das mais importantes escolas de ensino da comunidade nipo-brasileira na Cidade de São Paulo, o museu enfrentou muitas dificuldades por conta das proibições governamentais da Segunda Guerra Mundial restringindo o ensino de línguas estrangeiras.
Devido à positiva dimensão que se tomou em relação a sua atuação o local passou a ser chamado de Sociedade Brasileira de Cultura Japonesa em 1968, em 2006 com a abrangência das atividades foi feita uma mudança no nome da instituição para Sociedade Brasileira de Cultura Japonesa e de Assistência Social.
O edifício conta ainda com dois auditórios um com uma capacidade de 1.300 pessoas e outro com capacidade para 100, um ginásio esportivo e mais duas salas para reuniões localizadas no 1º andar.

## Funcionamento
O Museu Histórico da Imigração Japonesa no Brasil funciona de terça a domingo, das 13:30 às 17:30.

## Galeria

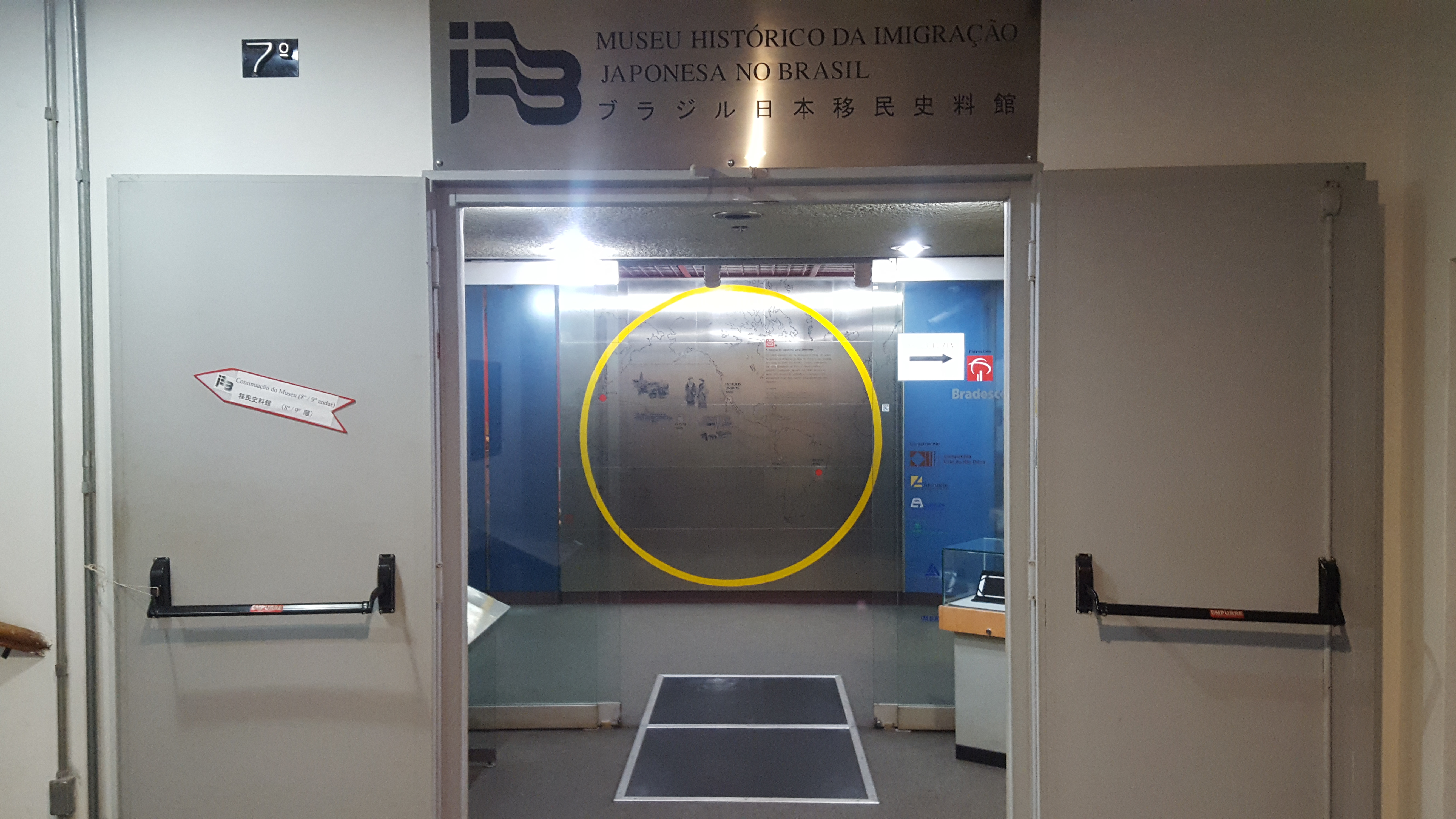
Entrada do Museu da Imigração Japonesa no Brasil.
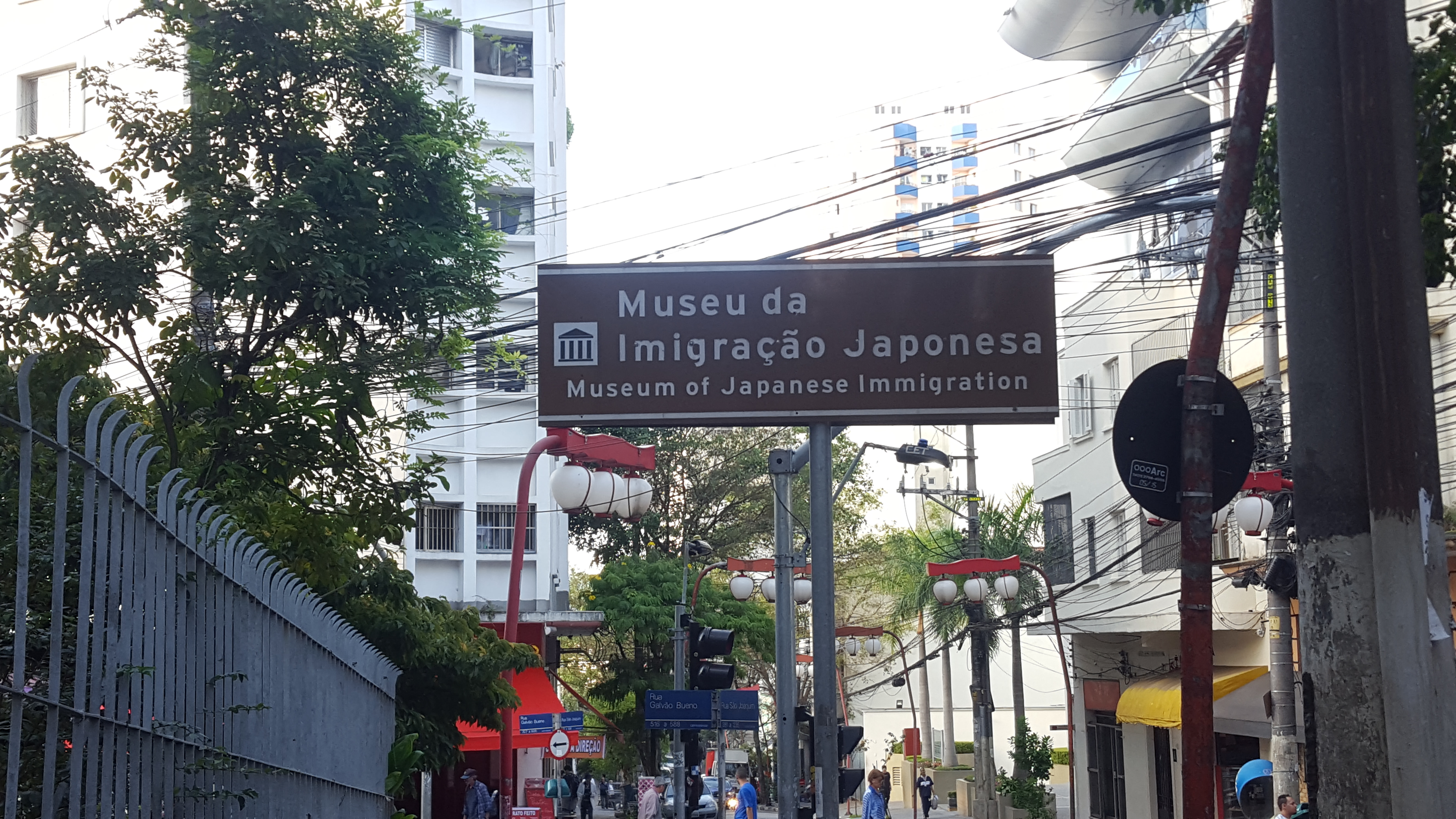
Placa de entrada para o Museu da Imigração Japonesa no Brasil.
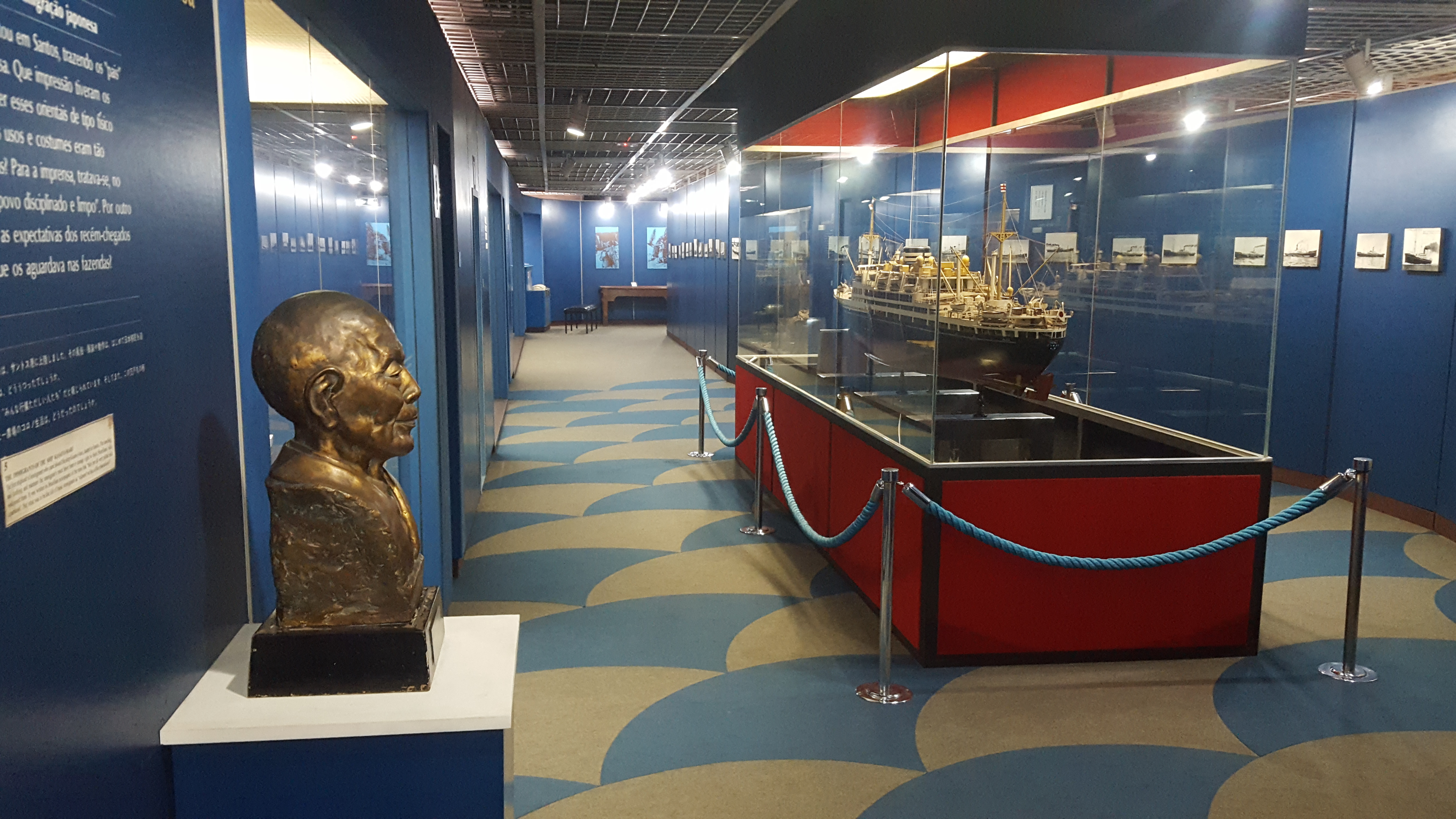
Museu da Imigração Japonesa no Brasil.
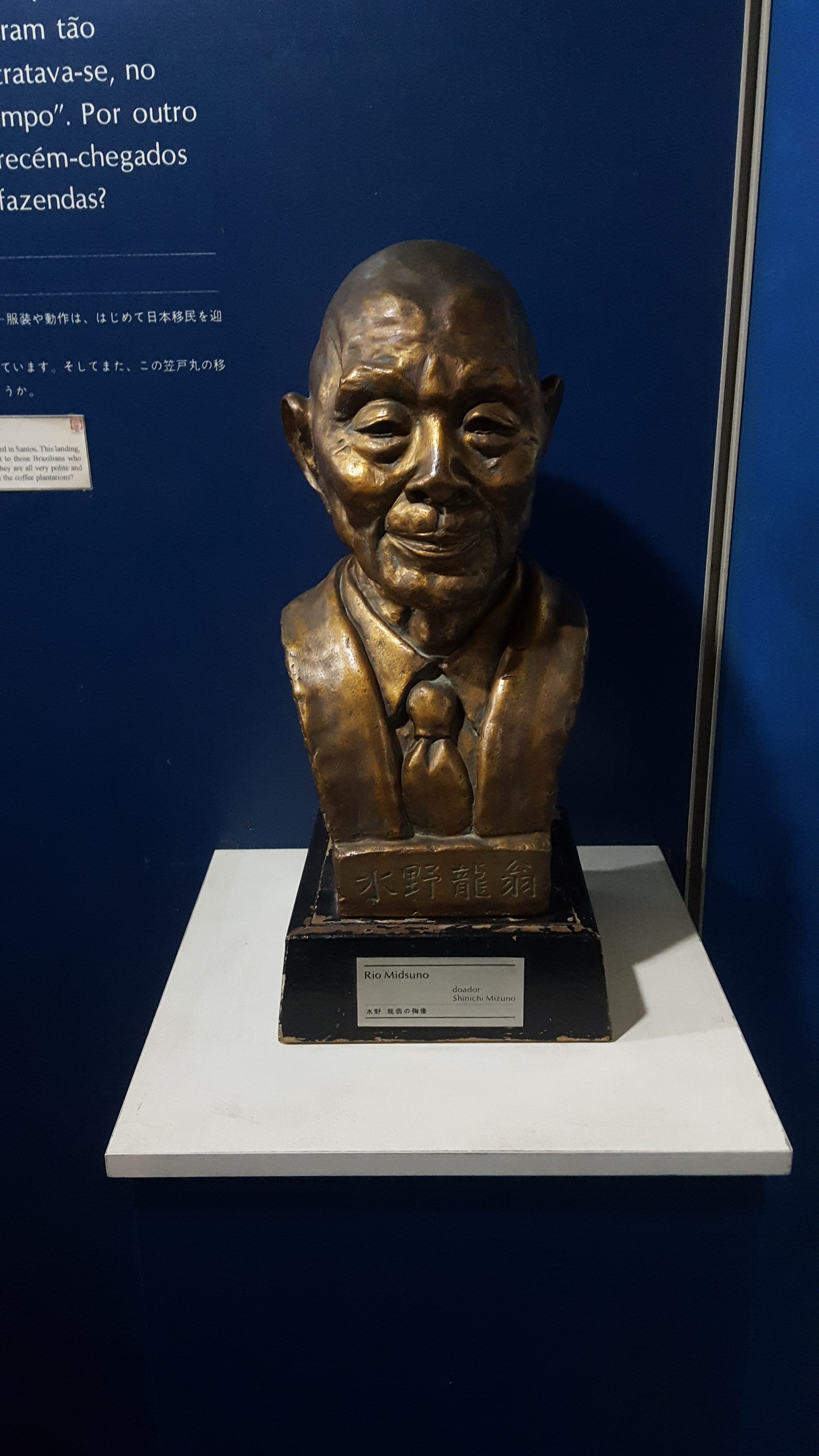
Museu da Imigração Japonesa no Brasil.
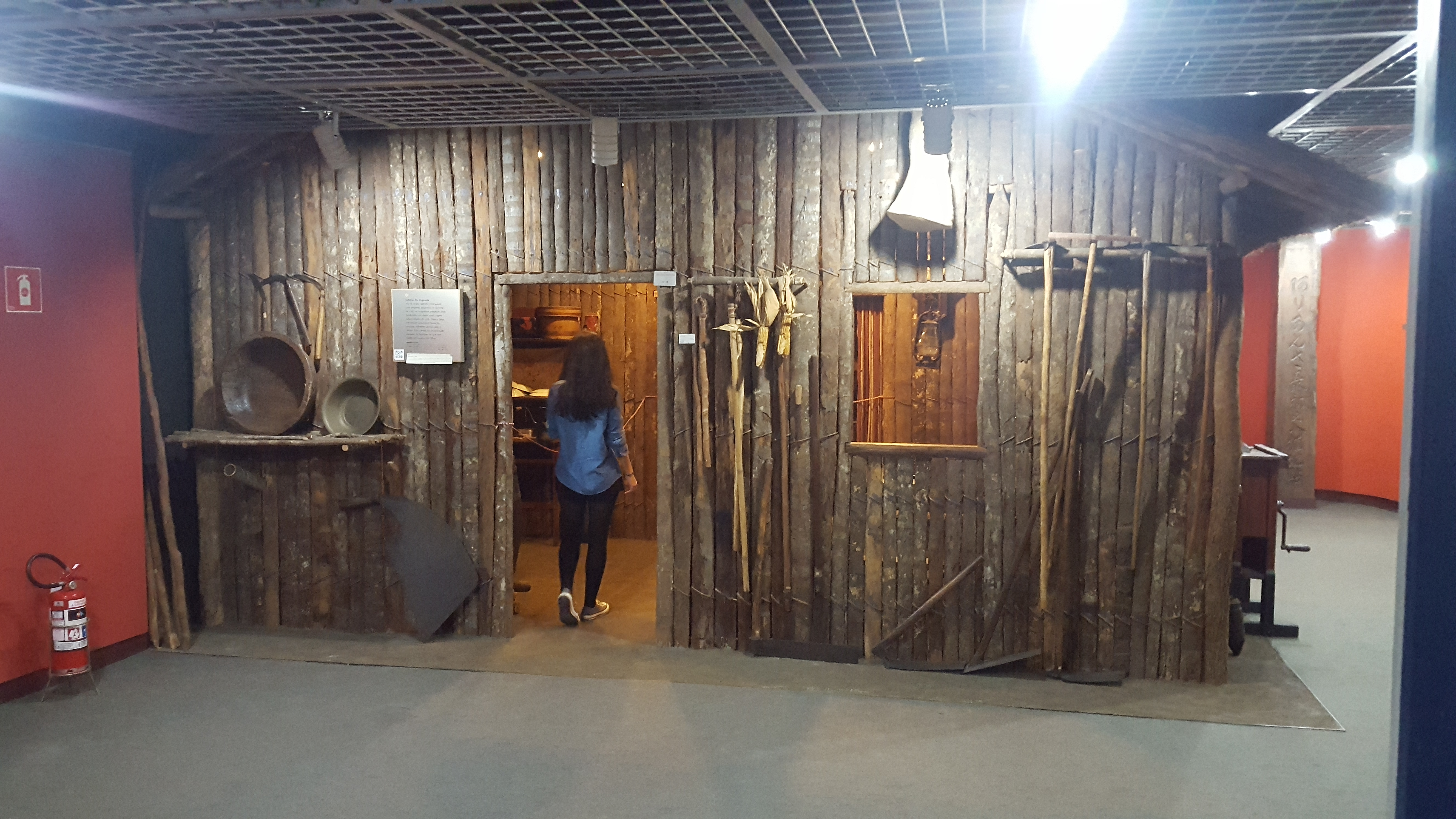
Casa Japonesa Museu da Imigração Japonesa no Brasil.
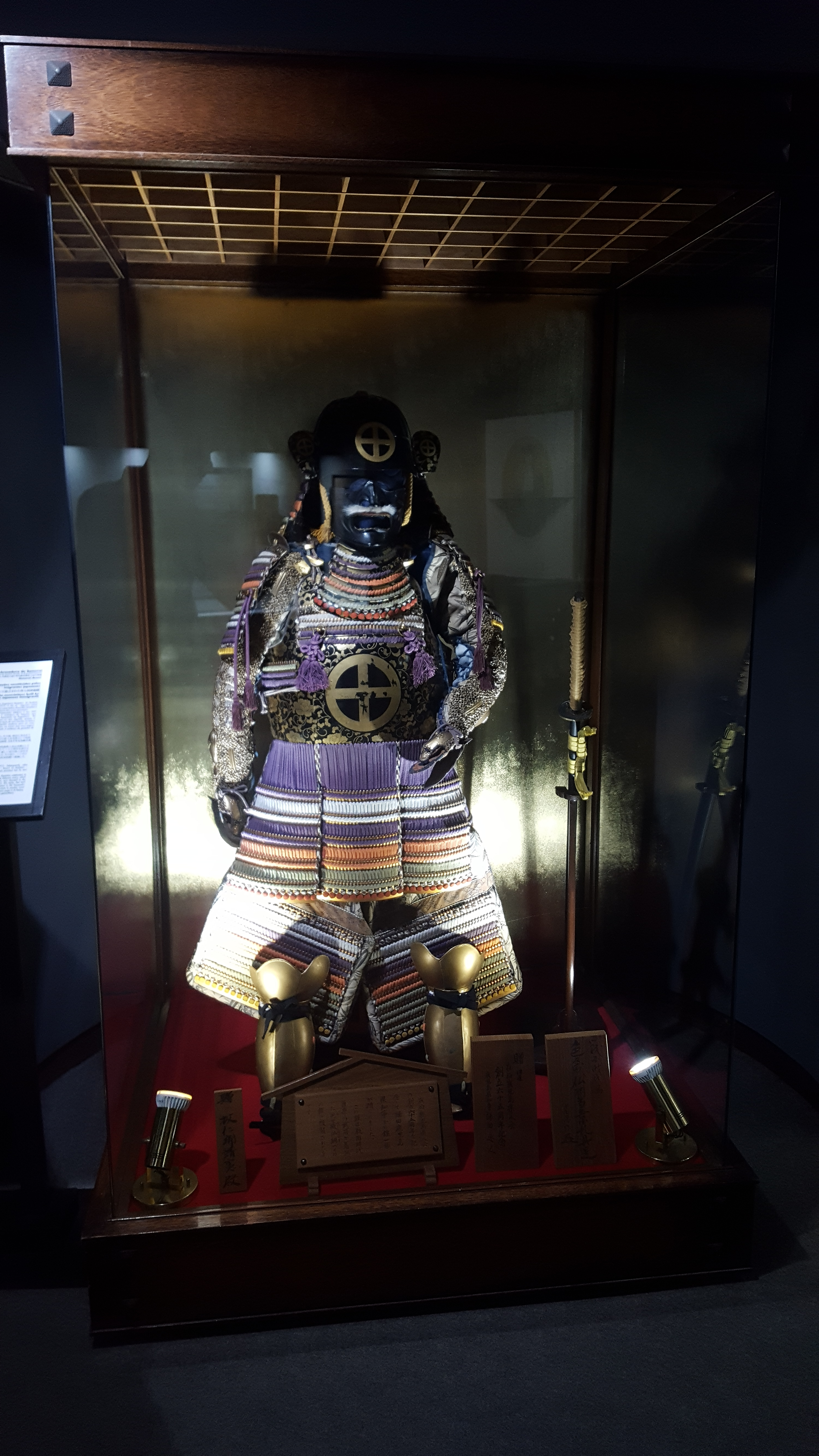
Armadura Samurai no Museu da Imigração Japonesa no Brasil.
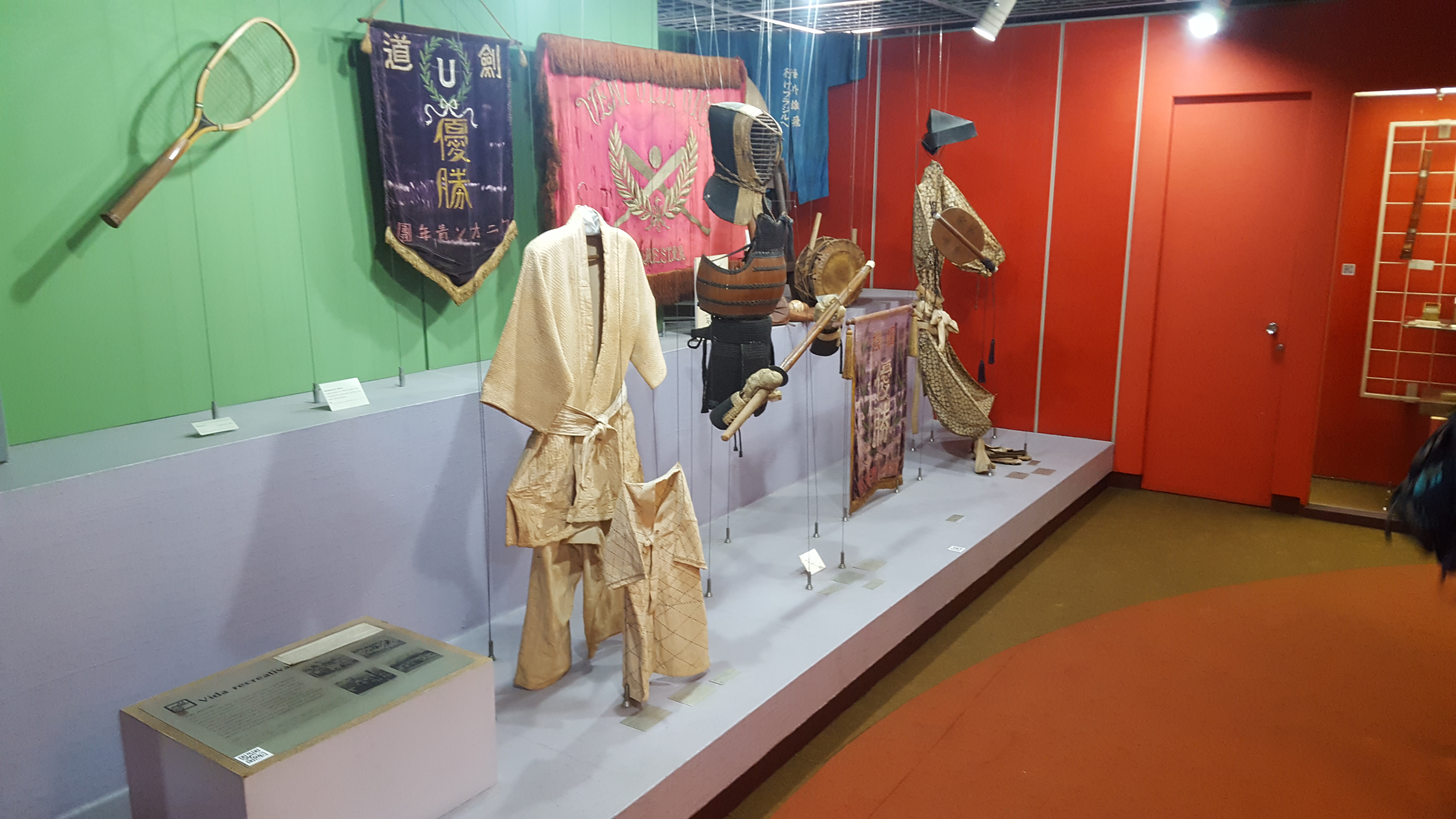
Artigo desportivos japoneses no Museu da Imigração Japonesa no Brasil.
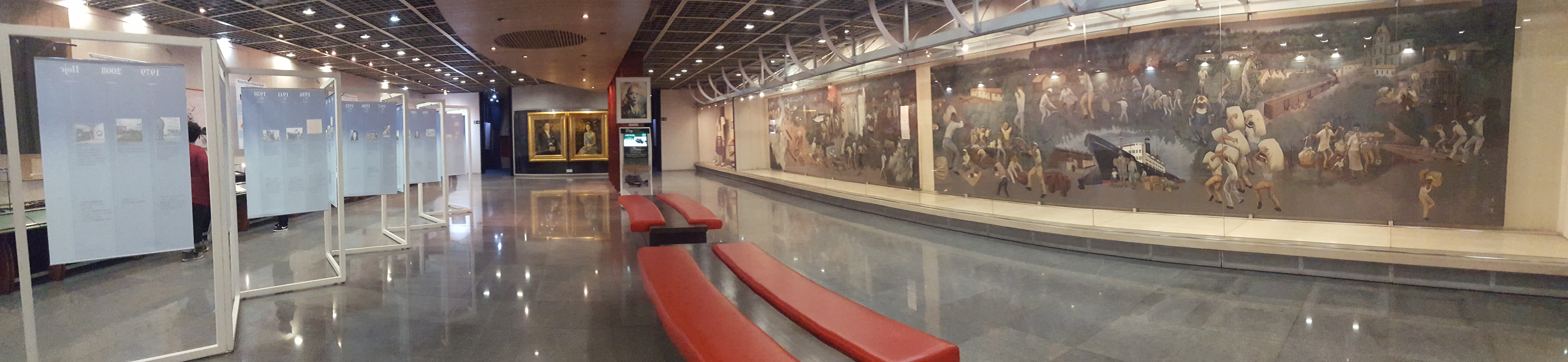
Panorama do Museu da Imigração Japonesa no Brasil.